# Celine
Celine – wieś w Słowenii, w gminie Krško. W 2018 roku liczyła 48 mieszkańców.